# Le Bruit des arbres
Pour plus de détails, voir Fiche technique et Distribution.
Le Bruit des arbres est un film québécois réalisé par François Péloquin (en) et sorti en 2015.
Il est présenté au Festival international du film de Karlovy Vary et au Festival international du film de Vancouver.

## Synopsis
Un jeune garçon de 17 ans rêve d'une vie meilleure, loin de sa famille et de son village natal de Gaspésie, ce qui attriste son père.

## Fiche technique
Sources : IMDb et Films du Québec
- Titre original : Le Bruit des arbres
- Réalisation : François Péloquin (en)
- Scénario : Sarah Lévesque (en), François Péloquin
- Musique : Mimi Allard (en)
- Direction artistique : Simon Guilbault
- Costumes : Julie Charland
- Maquillage et coiffure : Tammy Lou-Pate
- Photographie : François Messier-Rheault (en)
- Son : François Grenon, Sylvain Bellemare, Luc Boudrias (en)
- Montage : Martin Bourgault, Aube Foglia (en), Simon Sauvé
- Production : Ziad Touma (en)
- Société de production : Couzin Films (en)
- Société de distribution : K-Films Amérique (Canada)
- Budget : 1,25 million $ CA
- Pays de production :  Canada
- Tournage : du 18 août au 15 septembre 2014 à Saint-Ulric, Saint-Léandre, Baie-des-Sables, Sainte-Anne-des-Monts, Saint-Noël et Matane
- Langue originale : français
- Format : couleur — 2,35:1
- Genre : drame psychologique
- Durée : 78 minutes
- Dates de sortie :
  - Canada : 
    - 3 juillet 2015 (première au cinéma Le Clap du Musée de la civilisation à Québec  )
    - 3 juillet 2015 (sortie en salle au Québec)
    - 20 octobre 2015 (DVD)

  - Tchéquie : 6 juillet 2015 (compétition officielle à la 50e édition du Festival international du film de Karlovy Vary)
- Classification :
  - Québec : 13 ans et plus[2]

## Distribution
- Antoine L'Écuyer : Jérémie Otis
- Roy Dupuis : Régis Otis, père de Jérémie
- Rémi Goulet : Francis Veilleux, ami de Jérémie
- Willia Ferland-Tanguay : Maya
- Charles-Émile Lafleur : Pierre-Olivier
- Bobby Beshro : André veilleux, père de Francis
- Marie-Chantal Therrien : Line Veilleux, mère de Francis
- Joakim Robillard : Steven, le frère de Jérémie
- Yvon Barrette (en) : mécanicien automobile propriétaire de garage
- Marylène Thériault : Patti, copine de Régis

## Critiques
Ce premier long métrage de François Péloquin, venant du monde du documentaire, est une chronique sociale et se situe « dans la frange impressionniste du cinéma québécois ».